# 何權峰
何權峰（1980年4月1日—），臺灣民主進步黨籍政治人物，現任高雄市議員。

## 選舉紀錄
| 年度 | 選舉屆數             | 選舉區           | 所屬政黨   | 得票數 | 得票率 | 當選標記 | 備註 |
| ---- | -------------------- | ---------------- | ---------- | ------ | ------ | -------- | ---- |
| 2014 | 第二屆高雄市議員選舉 | 高雄市第七選舉區 | 民主進步黨 | 20,901 | 11.83% |          |      |
| 2018 | 第三屆高雄市議員選舉 | 高雄市第七選舉區 | 民主進步黨 | 13,686 | 6.99%  |          |      |
| 2022 | 第四屆高雄市議員選舉 | 高雄市第七選舉區 | 民主進步黨 | 13,108 | 8.57%  |          |      |

## 外部連結
- 全心全力 何權峰| Facebook粉絲專頁 （页面存档备份，存于）
- 何權峰 高雄市議員| Instagram粉絲專頁
- 何權峰 高雄市議員| Threads粉絲專頁 （页面存档备份，存于）
- 何權峰| YouTube粉絲專頁

（页面存档备份，存于）

## 優質議員紀錄
榮獲高雄市公民監督公僕聯盟數次肯定

- 第二屆第三次定期大會 （页面存档备份，存于）
- 第三屆第三次定期大會 （页面存档备份，存于）
- 第四屆第二次定期大會 （页面存档备份，存于）

## 相關新聞
- 爭取國立原民博物館落腳高雄
- 籲高市府規劃橋科、楠梓產業園區周邊，以提升區域交通條件
- 緊盯土地整治如期推進不影響台積電進駐高雄設廠
- 憂心高市逾齡公車是否有安全疑慮 （页面存档备份，存于）
- 高雄肉品、果菜市場搬遷進度
- 協助其邁市長要用最快的速度完成果菜市場改建 （页面存档备份，存于）
- 質詢高雄表參道計畫 （页面存档备份，存于）
- 與昆澤委員至市場發放康乃馨
- 慰勞清潔隊辛勞 （页面存档备份，存于）
- 關心防汛設備
- 全力衝鋒 （页面存档备份，存于）
- 挑戰連任 （页面存档备份，存于）

## 成功爭取道路鋪面
- 鼎中路
- 青島街九如二路至遼寧一街路段 （页面存档备份，存于）
- 中仁街 （页面存档备份，存于）
- 昌裕街 （页面存档备份，存于）
- 金鼎路
- 承德街（青島街-山東街） （页面存档备份，存于）
- 重慶街（遼寧二街至熱河二街）
- 繼光街（建國路-河北二路） （页面存档备份，存于）
- 立人街 （页面存档备份，存于）
- 建興路（正興路至建德路）
- 金山路 （页面存档备份，存于）
- 漢口街（察哈爾二街至北平二街） （页面存档备份，存于）
- 山東街及鼎強街 （页面存档备份，存于）

## 三民就是要更好
- 成功爭取課後安親老師、短期代課教師、兼職鐘點教師、鐘點人員納入紓困
- 成功爭取2000格停車空間 （页面存档备份，存于）

1. ↑  . 高雄市議會.   [2024-07-21]. （原始内容存档于2024-04-23） （中文（臺灣））.
2. ↑  .   [2024-07-29]. （原始内容存档于2025-02-10）.